# Blackstonia acuminata
Centaurée jaune tardive
Espèce
Classification phylogénétique
Blackstonia acuminata (ou centaurée jaune tardive) est une plante herbacée annuelle appartenant au genre Blackstonia et à la famille des Gentianacées. On la connaît aussi sous les noms de chlore tardive, de blackstonie acuminée et de chlore acuminée.
Sa floraison a lieu de mai à septembre.